# ماتيتش ريا
ماتيتش ريا (بالسلوفينية: Matic Reja)‏ هو لاعب كرة قدم سلوفيني في مركز ظهير ‏، ولد في 21 سبتمبر 1995 في كوبر في سلوفينيا. شارك مع منتخب سلوفينيا تحت 17 سنة لكرة القدم ومنتخب سلوفينيا تحت 19 سنة لكرة القدم. أما مع النوادي، فقد لعب مع نادي كوبر.

## وصلات خارجية
- ماتيتش ريا على موقع الاتحاد الأوربي (الإنجليزية)
- ماتيتش ريا على موقع قاعدة بيانات كرة القدم.إي يو (الإنجليزية)
- ماتيتش ريا على موقع Soccerway.com (الإنجليزية)